# NGC 6567
NGC 6567 је планетарна маглина у сазвежђу Стрелац која се налази на NGC листи објеката дубоког неба.
Деклинација објекта је - 19° 4' 32" а ректасцензија 18h 13m 45,1s. Привидна величина (магнитуда) објекта NGC 6567 износи 11,0 а фотографска магнитуда 11,7. NGC 6567 је још познат и под ознакама PK 11-0.2, ESO 590-PN8, CS=15.0.